# Onthophagus curvifrons
Onthophagus curvifrons är en skalbaggsart som beskrevs av D'orbigny 1906. Onthophagus curvifrons ingår i släktet Onthophagus och familjen bladhorningar. Inga underarter finns listade i Catalogue of Life.